# 村西まりな
村西 まりな（むらにし まりな、1989年6月6日 - ）は、日本のAV女優。プライムエージェンシー所属。
趣味・特技:好きな映画のDVD集め、アロマ、競馬。

## 略歴・人物
2009年にAVデビュー。
自分自身のTwitterにて、2010年年内での引退を表明した。
本人のブログとTwitterは現在閉鎖されている。

## 出演作品

### アダルトビデオ
2009年
- 教授の女（オンナ） （9月10日、ラストラス）
- 地方素人限界ファック 01 （9月19日、プレステージ）
- ザ・面接 Vol.111 瞬間恋愛 ガチンコ・バトル （10月21日、アテナ映像）オムニバス作品 他出演:佐野みすず、三橋めろん、森谷みう、立原真理子、桃原和音、木山美奈、森山ゆき、椎名ゆい
- 超激似!! 上○彩 PART2 （10月22日、SODクリエイト）
- 名門陸上部出身! 噂の美人エースがAV出演!! （10月22日、ディープス）
- アナルΩアクメ耐久Fuck VOL.15 （11月20日、プレステージ）共演:さくらい葉菜
- 放課後ナンパ 〜まゆとゆか〜 （12月1日、EROS HEARTS）共演:相原七海
- 痴漢OK娘スペシャル 絶対NGの超極上娘を連日痴漢でOKさせろNO2 （ナチュラルハイ）…オムニバス作品
- 羞恥! 男尊女卑!セクハラ! 某証券会社OL強制健康診断! （12月5日、サディスティックヴィレッジ）共演:星優乃、江住梨杏、飯塚沙希、桃咲まなみ
- 超激似!! 上○彩 PART3 （12月19日、SODクリエイト）

2010年
- 制服美少女と性交 （1月5日、ドリームチケット）
- 家庭教師まりな先生の中出し授業 （1月7日、BeFree）
- LOVE BOOTS DELICIOUS 10 （1月22日、HRC）オムニバス作品 他出演:水澤りの、森山みき、瀬名ジュン
- MY FAVORITE WITH パンティーストッキング BLACK 5 （1月22日、HRC）オムニバス作品 他出演:森山みき、南あやか
- まりな （2月13日、無垢）
- 童貞の僕には手の届かないようなお姉さんが自宅に来て卒業させてくれた （2月18日、人間考察）オムニバス作品 他出演:堀口奈津美
- ロリータ回春エステ （2月19日、映天）オムニバス作品 他出演:ふわり ほか
- 新人タレント強制オ○ンコ営業 4 （2月24日、サムシング）
- フェラコレ 女子校生編 2 （2月25日、隼エージェンシー）他多数出演
- 援交目的女子○○に生中出し （2月25日、隼エージェンシー）オムニバス作品 他出演:まつり、みい、みさと、ともみ、あいり、まい、えりか
- 女肉壷扱い 08 （2月25日、ラマ）
- 極太チ○ポ味くらべ （3月5日、ワープエンタテインメント）
- 串刺しされた雌豚ファイル NO.9 （3月12日、AFRO FILM）
- 白衣の天使と性交 （3月15日、ドリームチケット）
- 雪国痴漢 （3月18日、ナチュラルハイ）…オムニバス作品
- 昼間から酒を飲んでいるホロ酔い専業主婦がしかける美尻チラを見たらヤられた（3月18日、DANDY）オムニバス作品
- こだわりの手コキ4時間SP15 40人のハンドメイド （3月25日、隼エージェンシー）他39名出演
- 見せつけパンティ手コキ （3月26日、オフィスケイズ）オムニバス作品 他出演:大槻ひびき、辻さやか、藤谷りこ、笹原百合
- センズリ見てたら興奮しちゃったOL達 （4月2日、オフィスケイズ）オムニバス作品 他出演:大槻ひびき、笹原百合、辻さやか
- 世界一のチ●ポで白目むくまでガン突きFUCK!!! （4月5日、NON）
- 本物アスリート6人 汗まみれの筋肉軟体SEX!! （4月6日、ディープス）…オムニバス作品
- 精子ごっくん100連発 村西まりな（4月6日、ROCKET）
- 手コキクリニック 11 with （裏）手コキクリニック〜番外編〜 口淫クリニック（4月6日、SODクリエイト）共演:瀬名あゆむ、辻本りょう、上原優、水嶋あずみ
- お尻の穴で「女のイク感覚」を体験デキる超スゴ技! 「アナニ―」マスターDVD（4月6日、SODクリエイト）共演:堀口奈津美、早乙女ルイ、水城奈緒、妃乃ひかり
- ガンビラキアナル（5月13日、ナチュラルハイ）
- 超舌ディープスロート3 ヌカされたオフィス (5月25日、アロマ企画)共演:星野あかり
- ガールズトーク 女の本音と男の誤解 (6月11日、クリスタル映像)共演:水沢真樹、市井まお、小谷ちあき
- 誘脚 その脚で絡めとる (6月18日FIVE STAR)オムニバス作品 他出演:鷹宮りょう、平井結、沢田梨愛
- 中出し肉便器 絶対カメラ目線 (6月19日ドグマ)
- 性少女 (6月19日乱丸)
- 生臭く!汗臭く!荒々しい!溜まりまくった海の男が漁船で溢れるほど無限生中出し! (6月24日ディープス)
- 貴方を見つめて まんぐりおねだりオナニー2（6月25日、アロマ企画）オムニバス作品 他出演:平塚ゆい、星倉なぎさ、岡山涼花、長谷川沙希
- 女顔コキ (7月2日、OFFICE K'S)オムニバス作品 他出演:桐原あずさ、沙希、梨杏、柚里奈
- 女子校生の生綿パンティの脇からチ○ポ差し込んでそのまま発射 4（7月13日、アロマ企画）オムニバス作品 他出演:小峰ひなた、平塚ゆい、吉永恵美、高倉舞
- 少年肛姦白書 （7月19日、クロス）
- クチビル奴隷 （7月25日、美）
- へんたいりょこう （8月7日、桃太郎映像出版）
- OLのアフター7シリーズ 22 『壊れちゃう』と言いながら、意外とSEXが強い桃尻OL 外車販売メーカー事務3年目 （8月13日、アップス）
- LEGS+12 パンスト・タイツの湿恥 （8月20日、HRC）
- 三穴同時発射 美人女子大生の秘密の穴 （9月7日、桃太郎映像出版）
- こんでんすみるきぃ （10月1日、みるきぃぷりん♪）
- ヒロイン凌辱Vol.34　ガードレンジャーイエロー編 （10月8日、GIGA)他出演:須真杏里
- 究極サンドイッチFUCKスペシャル （10月13日、MOODYZ）
- 若妻レズ関係 (10月19日、アンナと花子)共演:成瀬心美
- 小悪魔美少女に接吻で骨抜きにされちゃった僕。（11月25日、アロマ企画）オムニバス作品 他出演:早乙女らぶ、早乙女ルイ、皆瀬ふう花、桜井ゆり
- ブルマ大好き!スク水大好き!!（12月19日、青映）

2011年
- SUPERHARD女子大生 村西まりな Premium（1月7日、桃太郎）
- 女尻オナニー VOL.5（1月8日、DiVA'S）共演:桜りお、桜庭彩、可愛りん、長谷川沙希、牧田希
- S-Cute Bookmark 08 敏感シンドローム（3月7日、S-Cute Bookmark）共演:宮咲志帆、成瀬心美、雪見紗弥
- レオタード&白タイツ（5月27日、Rouge）共演:中川もも、早乙女らぶ、愛璃みい
- 世界一のチ●ポを持つウェル・スミス氏の白目むくまでガン突き10FUCK!!! 4時間（7月22日、NON）共演:小宮ゆい、鷹宮りょう、つぼみ、星優乃、一戸のぞみ、恵けい、美月、佐倉美佐、小林さとみ、篠めぐみ